# Lešak
Lešak en serbe latin et Leshak en albanais (en serbe cyrillique : Лешак) est une ville du Kosovo située dans la commune/municipalité de Leposavić/Leposaviq, district de Mitrovicë/Kosovska Mitrovica. Selon des estimations de 2009 comptabilisées pour le recensement kosovar de 2011, elle compte 1 803 habitants, dont une majorité de Serbes.

## Géographie
Lešak/Leshak est situé sur les bords de l'Ibar.

## Démographie

### Évolution historique de la population dans la localité
| 1948 | 1953 | 1961  | 1971  | 1981  | 1991  | 2009  |
| ---- | ---- | ----- | ----- | ----- | ----- | ----- |
| 578  | 690  | 1 041 | 1 319 | 1 672 | 1 852 | 1 803 |

100% Serbs 
|  |